# بلوط سبیفرا
بلوط سبیفرا (نام علمی: Quercus sebifera) نام یک گونه از سرده بلوط است.